# Liste des anciens élèves du Collège Bishop
 (mars 2021).
La mise en forme du texte ne suit pas les recommandations de Wikipédia : il faut le « wikifier ».
Les points d'amélioration suivants sont les cas les plus fréquents. Le détail des points à revoir est peut-être précisé sur la page de discussion.
- Les titres sont pré-formatés par le logiciel. Ils ne sont ni en capitales, ni en gras.
- Le texte ne doit pas être écrit en capitales (les noms de famille non plus), ni en gras, ni en italique, ni en « petit »…
- Le gras n'est utilisé que pour surligner le titre de l'article dans l'introduction, une seule fois.
- L'italique est rarement utilisé : mots en langue étrangère, titres d'œuvres, noms de bateaux, etc.
- Les citations ne sont pas en italique mais en corps de texte normal. Elles sont entourées par des guillemets français : « et ».
- Les listes à puces sont à éviter, des paragraphes rédigés étant largement préférés. Les tableaux sont à réserver à la présentation de données structurées (résultats, etc.).
- Les appels de note de bas de page (petits chiffres en exposant, introduits par l'outil «  Source ») sont à placer entre la fin de phrase et le point final[comme ça].
- Les liens internes (vers d'autres articles de Wikipédia) sont à choisir avec parcimonie. Créez des liens vers des articles approfondissant le sujet. Les termes génériques sans rapport avec le sujet sont à éviter, ainsi que les répétitions de liens vers un même terme.
- Les liens externes sont à placer uniquement dans une section « Liens externes », à la fin de l'article. Ces liens sont à choisir avec parcimonie suivant les règles définies. Si un lien sert de source à l'article, son insertion dans le texte est à faire par les notes de bas de page.
- La présentation des références doit suivre les conventions bibliographiques. Il est recommandé d'utiliser les modèles {{Ouvrage}}, {{Chapitre}}, {{Article}}, {{Lien web}} et/ou {{Bibliographie}}. Le mode d'édition visuel peut mettre en forme automatiquement les références.
- Insérer une infobox (cadre d'informations à droite) n'est pas obligatoire pour parachever la mise en page.

Pour une aide détaillée, merci de consulter Aide:Wikification.
Si vous pensez que ces points ont été résolus, vous pouvez retirer ce bandeau et améliorer la mise en forme d'un autre article.
Cet article concerne des anciens élèves notables de la Bishop's College School, et non pas de l'Université Bishop's
La charte officielle de la BCS Alumni Association a été accordée en 1901 et la société Heneker - Williams a été créée par le conseil d'administration de la BCS Association pour honorer les individus qui, par leur leadership et leur exemple, ont établi la norme pour le soutien bénévole de Bishop's College School et de King's Hall, Compton.

## Arts et médias

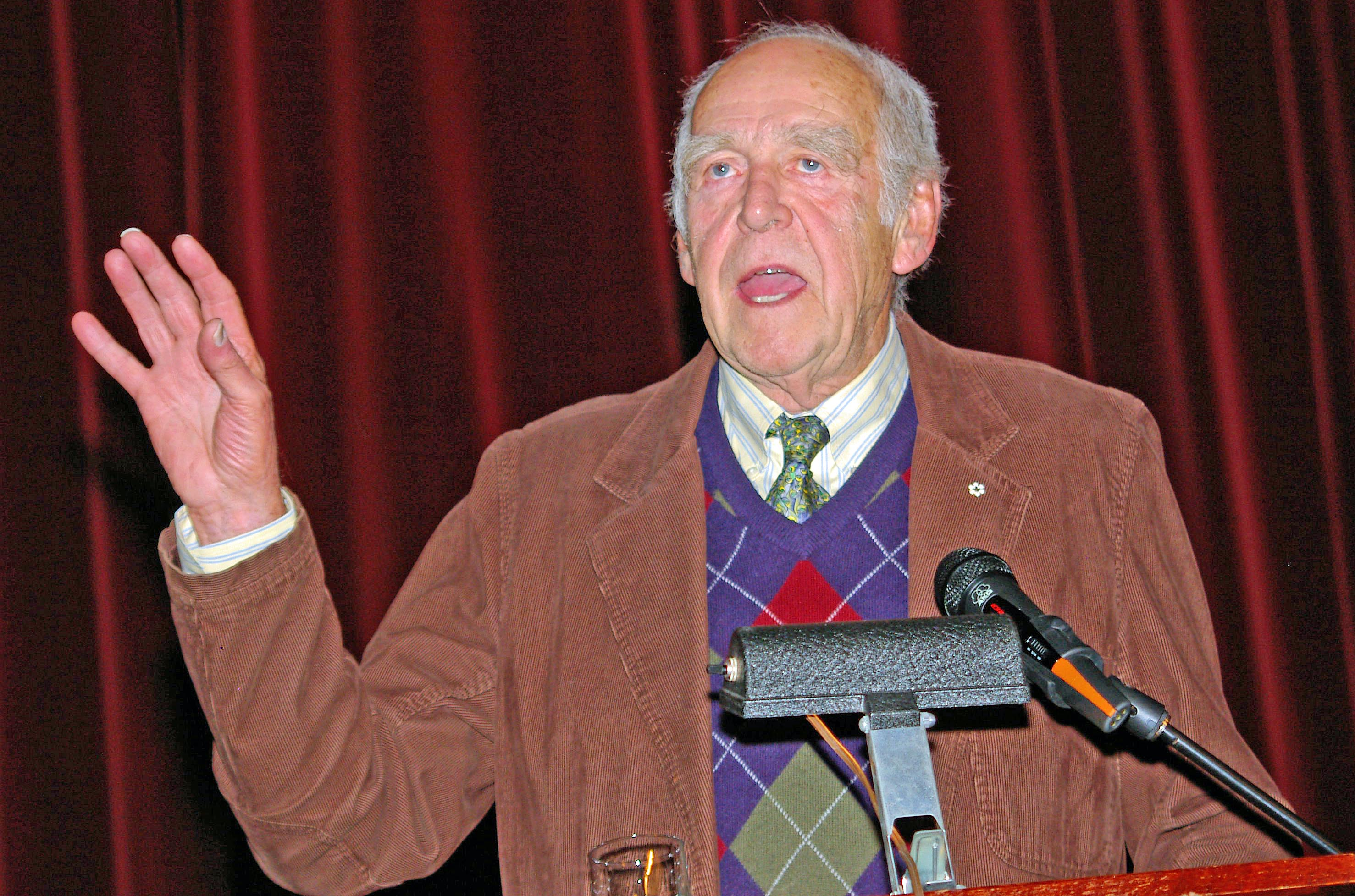
Paul Almond

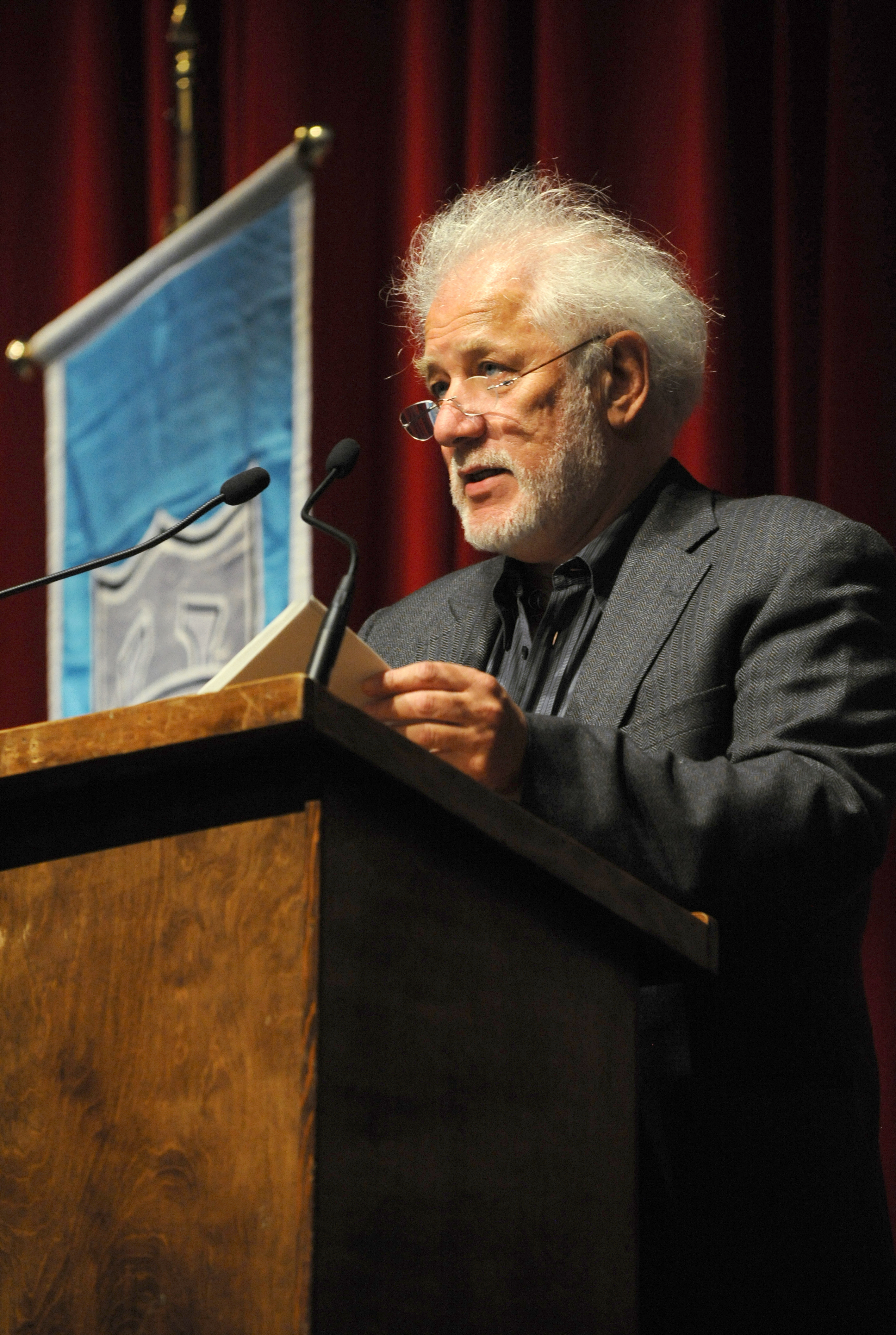
Michael Ondaatje

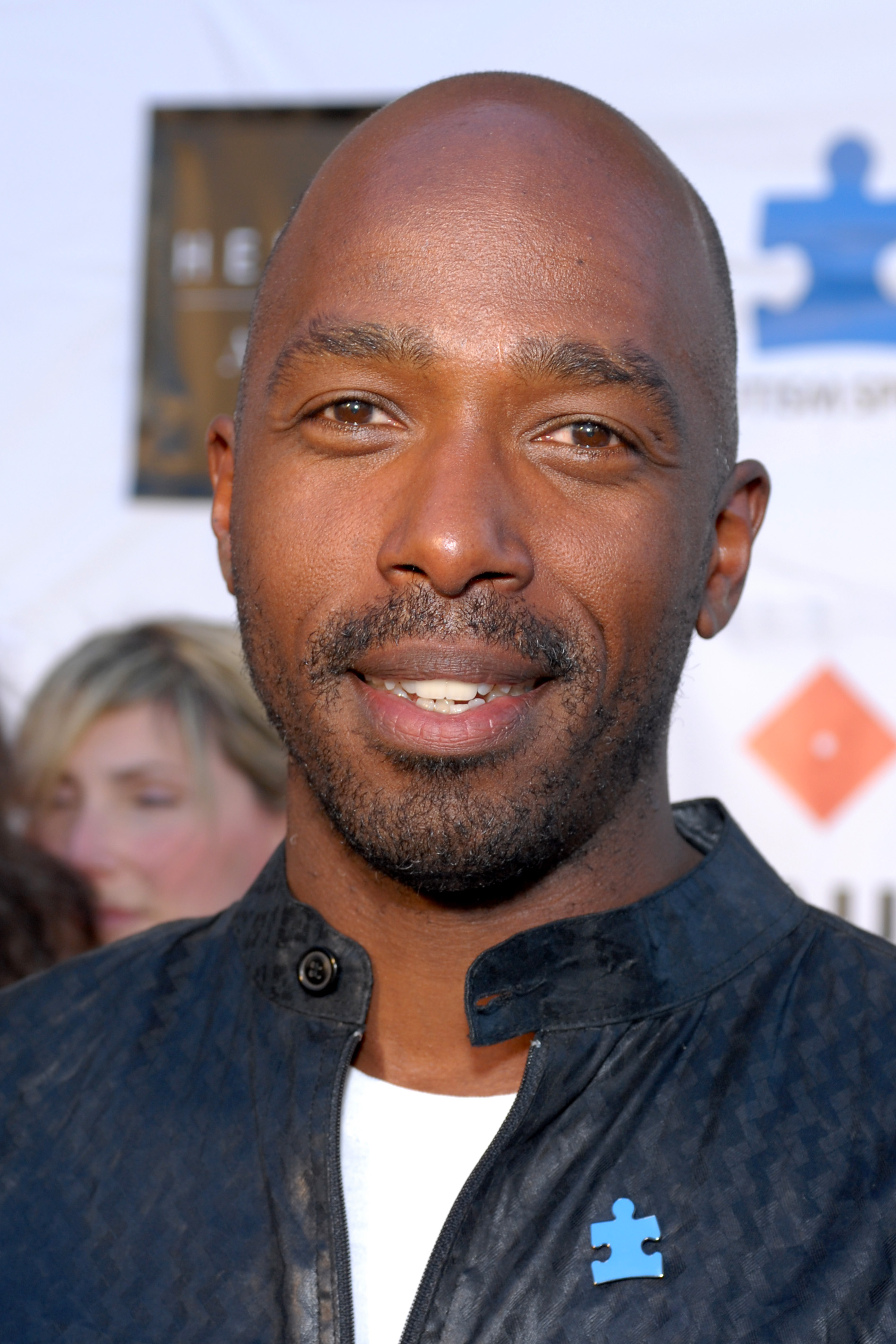
Ntare Mwine

- Jake Eberts OC (1941–2012), producteur de films primé de Les Chariots de feu (Englih: Chariots of Fire), Gandhi, Danse avec les loups & Chicken Run. Il avait été associé à des films avec 66 nominations aux Oscars, dont neuf pour le meilleur film. En 2006, March of the Penguins a remporté l'Oscar du meilleur documentaire.
- John Calder (1927-2018) est un écrivain canado-écossais qui a fondé la société Calder Publishing en 1949[1].
- John Glassco (1909–1981) était un Poète canadien, écrivain et romancier. Selon Stephen Scobie, "Glassco restera dans les mémoires pour sa brillante autobiographie, ses poèmes élégants et classiques et pour ses traductions."[2]Il est aussi connu de certains pour son œuvre érotique.
- David Atkinson (1921–2012), acteur et chanteur de Broadway. Il a également servi dans l'Aviation royale canadienne pendant la Seconde Guerre mondiale dans  le Pacifique Sud juste avant la capitulation du Japon.
- Norman Webster OC (1941–) Un journaliste canadien et ancien rédacteur en chef de The Globe and Mail et The Gazette[3].
- George Hurst (1926–2012), chef d'orchestre de l'Orchestre philharmonique de la BBC; professeur invité à la Royal Academy of Music (école de musique) à Londres
- Giles Walker (1946-2020) Scotish-Canadian Film Director, réalisateur à l'Office national du film du Canada pendant 20 ans et a reçu une nomination aux Oscars pour un court métrage.
- Stuart McLean OC (1948-2017) Célèbre radiodiffuseur canadien, humoriste, monologue et auteur, mieux connu comme animateur de l'émission de radio de la SRC The Vinyl Cafe[4].
- Michael Ondaatje  (1943–) Il est récipiendaire de plusieurs prix littéraires tels que les Prix du Gouverneur général, le Prix Giller, le Prix Booker et le Prix Médicis étranger[5]. et reconnu pour son roman à succès national et international «Le Patient anglais» (English: The English Patient) (1992). Il a également financé les voyages de camping d'Ondaatje en Colombie-Britannique.
- Ntare Mwine (1967-), acteur, documentariste et activiste américain qui a joué dans des productions de premier plan telles que Blood Diamond, New York, police judiciaire (English: Law & Order), Heroes et CSO: Les Experts (série télévisée) (English: Crime Scene Investigation) avec le producteur légendaire Steven Soderbergh.
- Scott Abbott Le co-inventeur du jeu de société Trivial Pursuit
- Howard Ryshpan (1932–) L'acteur canadien a grandement innové les méthodes de doublage et de post-synchronisation au cinéma et à la télévision

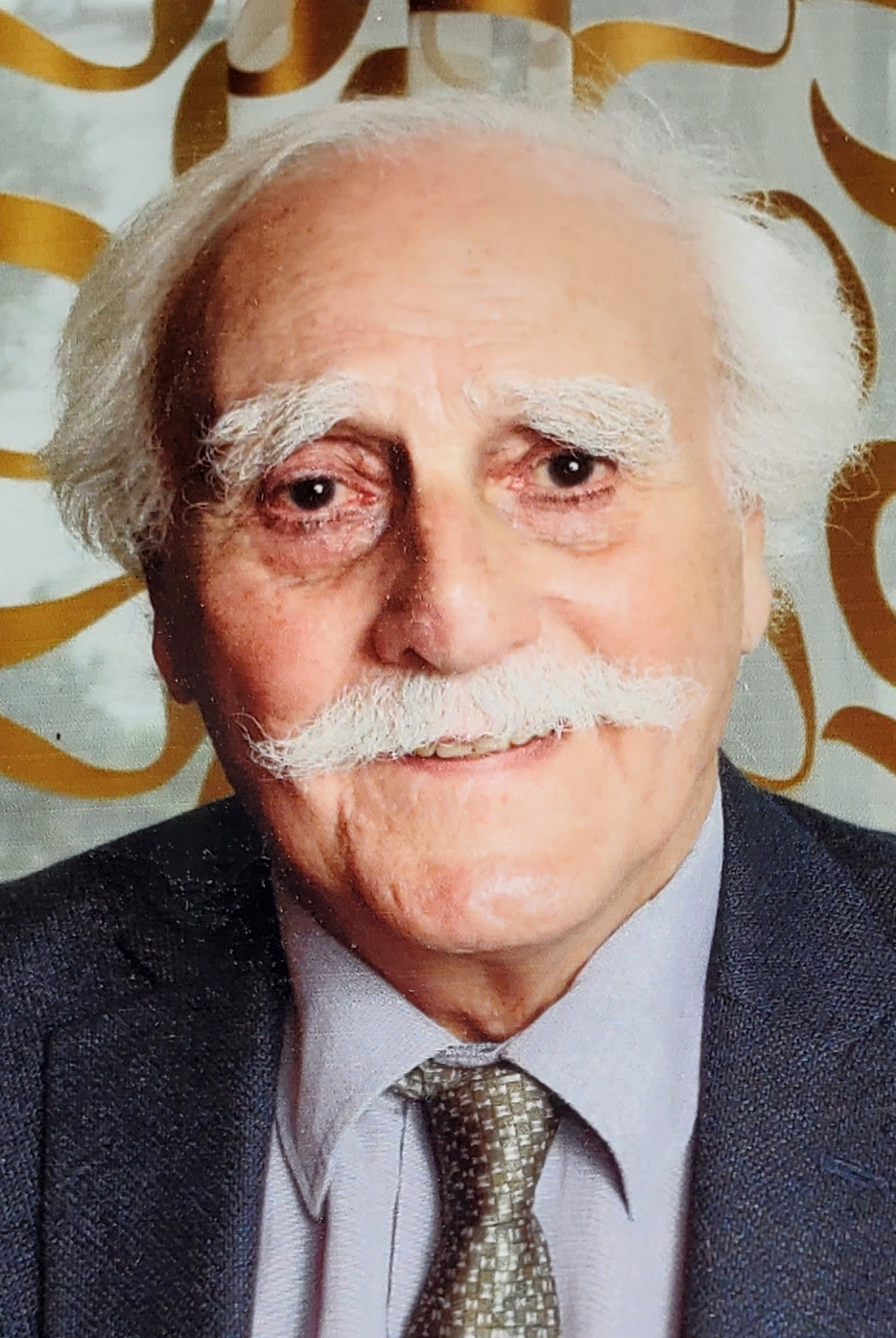

- Paul Almond OC (1931-2015) : réalisateur du documentaire de la BBC Up Series ou Seven-up！
- Richard Smeaton White  (1865–1936) était un éditeur de journaux canadien et une personnalité politique. Il a siégé pour la division Inkerman au Sénat du Canada en tant que Conservateur de 1917 à 1936.
- Ralph Barker Gustafson, CM (1909-1995) était poète canadien et professeur à Université Bishop's.
- Clive M. Law (1954-2017) était un éditeur et auteur canadien, fondateur et président de Publications de service.
- Robert Bédard (1931–) est un ancien joueur canadien de tennis. Bédard a été le meilleur joueur canadien en simple pendant la plupart des années 1950 et au début des années 1960. Directeur de St. Andrew's College.
- Diana Fowler LeBlanc, CC (née en 1940 à Toronto) est la veuve de l'ancien gouverneur général du Canada, Roméo LeBlanc, pendant dont le mandat était un  consort vice-royal. Elle a posté aux bureaux parisiens de Société Radio-Canada puis au bureau londonien de CBC.
- Peter G. White, ancien secrétaire principal du premier ministre du Canada de 1989 à 1989 pour Brian Mulroney. Copropriétaire du The Record (Sherbrooke).

## Éducateurs et penseur

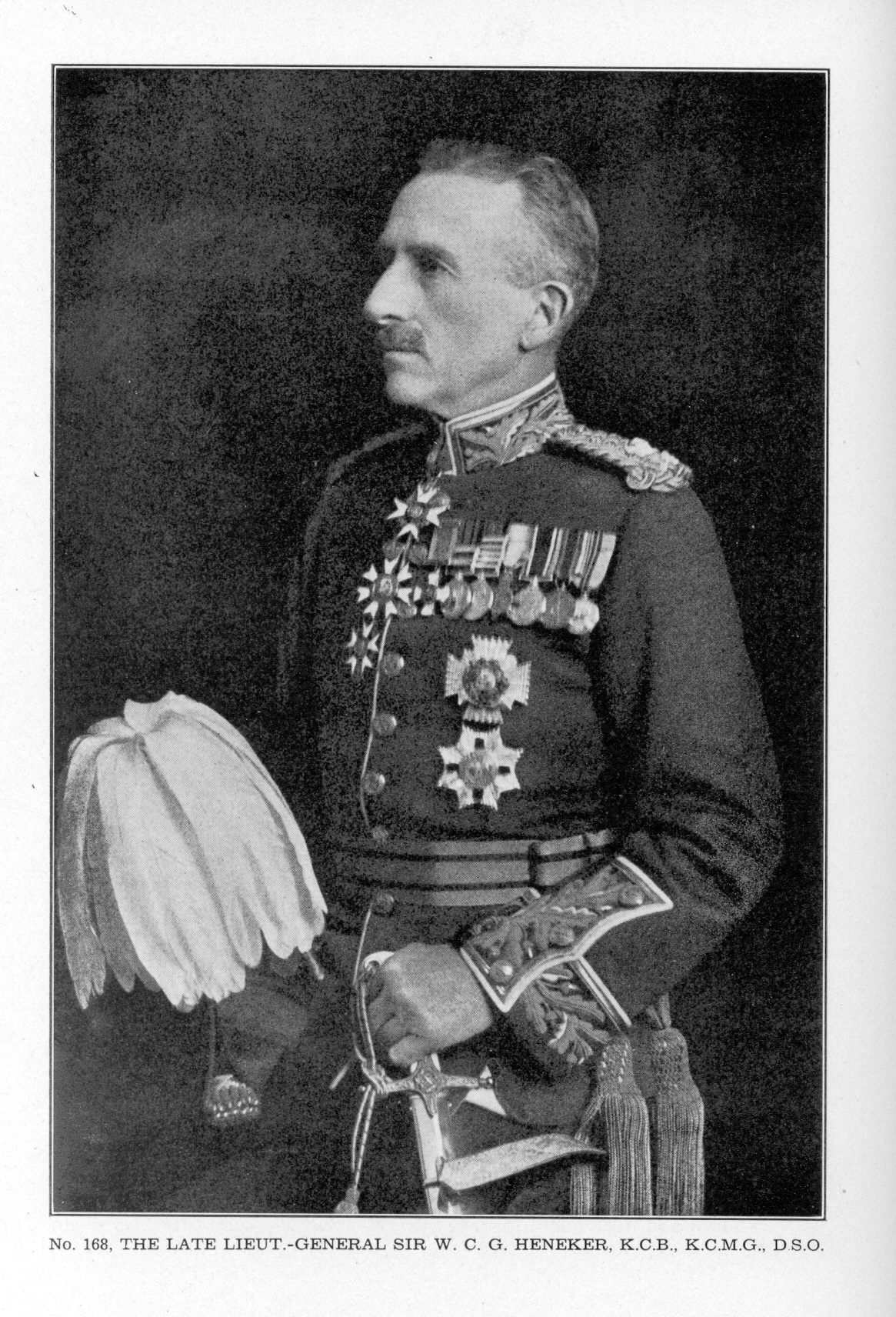
Général Sir William Heneker

- Général Sir William HenekerEric Herbert Molson OC (né en 1937) C.M., ancien président de Molson Coors et ancien chancelier de Université Concordia
- Général Andrew McNaughton  (1887–1966), en tant qu'ingénieur électricien qui a conçu la direction des rayons cathodiques Finder et le président du Conseil national de recherches.
- William Heneker  (1867–1939), l'un des rares Canadiens à atteindre le grade de général dans la Armée britannique. (Anciens élèves et ancien enseignant)
- George Hurst (1926–2012), chef d'orchestre de l'Orchestre philharmonique de la BBC; professeur invité à la Royal Academy of Music (école de musique) à Londres.
- C.L.Ogden Glass, Rhode Scholar, directeur de Ashbury College. (anciens et anciens directeurs d'école)
- John Bland - Professeur émérite d'architecture à Université McGill.
- Frederick Edmund Meredith  (1862–1941), avocat, chancelier de Université Bishop's et président de Montreal Victorias,  Bâtonnier du Barreau de Montréal
- Charles Sandwith Campbell  (1858–1923) Un bienfaiteur qui a donné à la Ville de Montréal les Concerts Campbell et les Parcs Campbell. Il était gouverneur de l'Université McGill.

## Service militaire

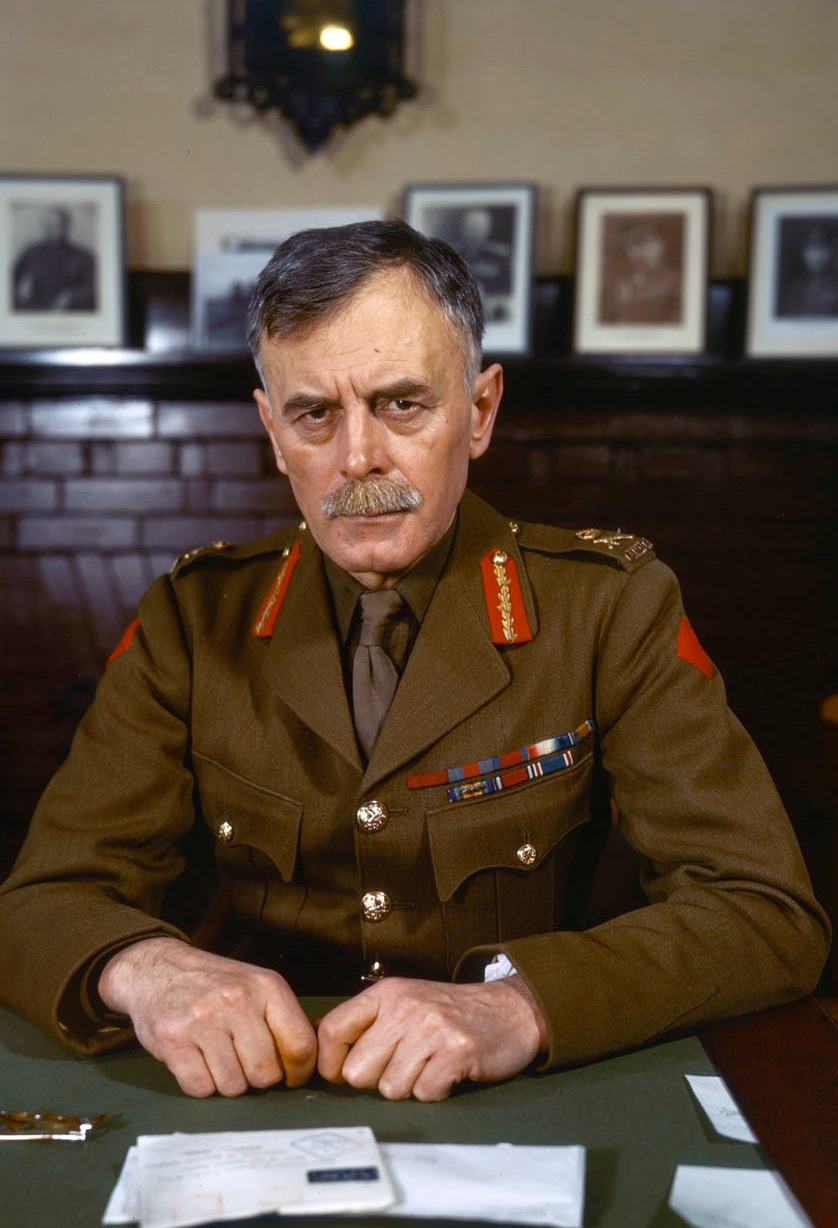
Général Andrew McNaughton BCS'01

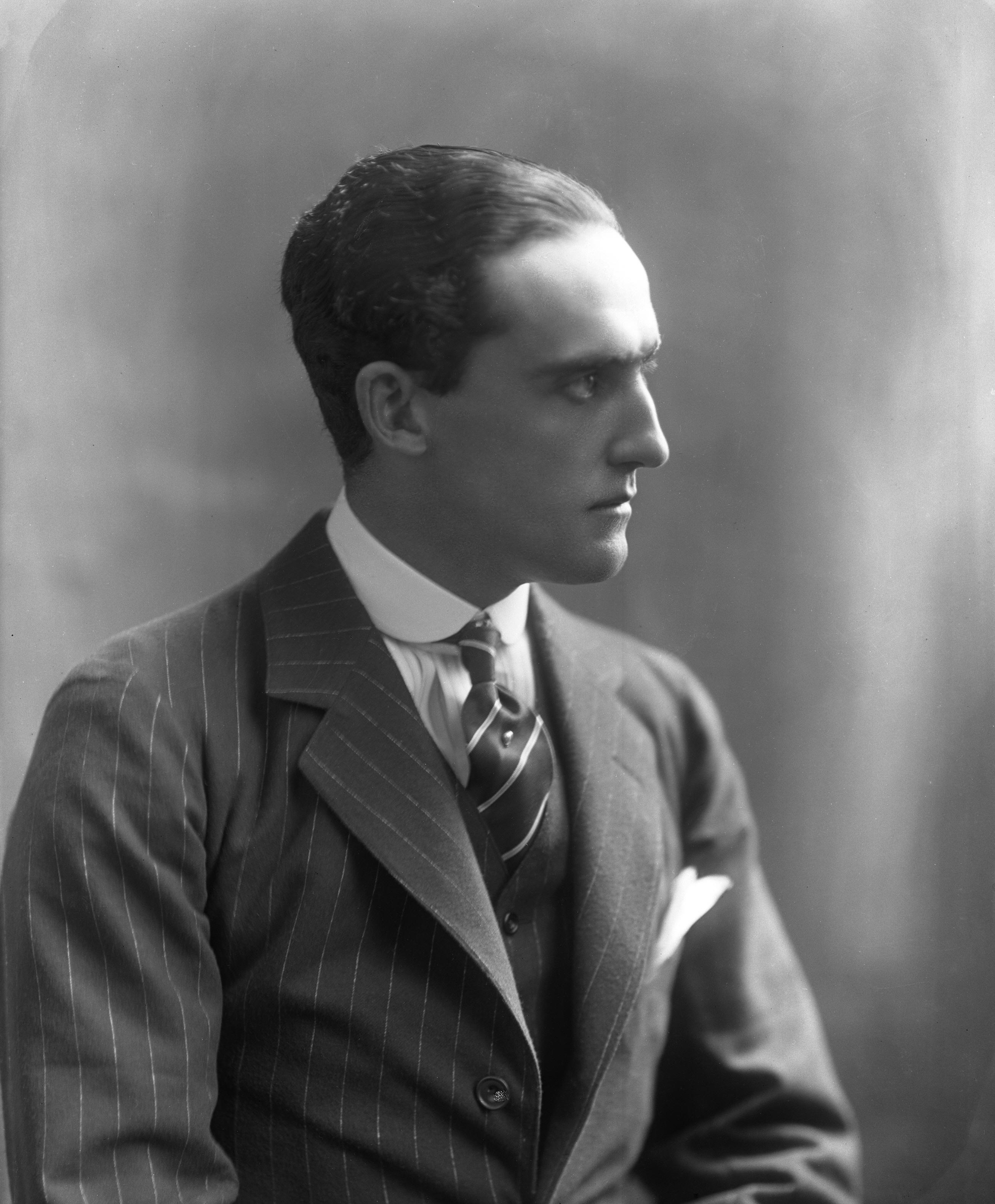
Le très honorable Andrew Hamilton Gault

- Général Andrew McNaughton  (1887–1966), premier commandant de la First Canadian Army pendant la Seconde Guerre mondiale; Ministre de la Défense nationale et Canadien Ambassadeur auprès des Nations unies
- Major-général Harry Wickwire Foster  (1902–1964) Un officier supérieur de l'Armée canadienne qui a commandé deux divisions canadiennes pendant la Seconde Guerre mondiale II. Il a servi dans les théâtres du Pacifique et d'Europe.
- Le très honorable Brigadier général Andrew Gault  (1882 ~ 1958) À ses propres frais, il a levé le Princess Patricia's Canadian Light Infantry, le dernier régiment privé du Empire britannique. Il a également été membre du Parlement (Royaume-Uni) pour Taunton et Black Watch.
- John H. C. McGreevy  (1913-2004) était membre de l'Ordre du Canada[6] et un destinataire de la Médaille du jubilé d'or d'Élisabeth II. Il était une figure éminente de la communauté anglophone de Québec, récompensé pour son service communautaire et reconnu pour son service militaire pendant la Seconde Guerre mondiale comme prisonnier de guerre pendant quatre ans alors qu'il était lieutenant[7] avec les The Royal Rifles of Canada à Hong Kong[8]
- Le colonel Arthur Huffman McGreer , directeur de Université Bishop's, a suggéré d'inclure la liste des soldats de Sherbrooke tombés pendant la Première Guerre mondiale.
- Knight Frederick Oscar Warren Loomis  commandant le Royal Highlanders of Canada qui dirigeait également la 3e Division canadienne au cours des deux derniers mois de la Première Guerre mondiale en tant que major-général, Mount Loomis en Alberta porte son nom.
- Robert Moncel  (1917-2007) était un officier de l'armée canadienne. Moncel était Lieutenant-général de Armée canadienne et ancien Vice-chef d'état-major de la Défense. Il était le plus jeune officier général de l'armée canadienne lorsqu'il a été promu Brigadier le 17 août 1944, à l'âge de 27 ans.
- Sir Hugh Allan, père de Lieutenant-colonel Sir H. Montagu Allan était un écossais-canadien magnat du transport maritime, financier et capitaliste. Au moment de sa mort, la Allan Line Royal Mail Steamers était devenue le plus grand empire maritime privé au monde. Il était responsable du transport de millions d'immigrants britanniques au Canada et les entreprises qu'il avait établies à partir de Montréal filtraient dans toutes les sphères de la vie canadienne, cimentant sa réputation de bâtisseur d'empire.
- Général Sir Henry Edward Burstall (1870–1945), commandant de la 2e Division canadienne pendant la Première Guerre mondiale
- William Heneker  (1867–1939), l'un des rares Canadiens à atteindre le grade de général dans la Armée britannique.
- Commandant J. K. L. Ross CBE (1876-1951), sportif, philanthrope et gouverneur adjoint de la Jamaïque; il aimait la construction du nouveau campus de BCS
- Sir William Price (1867–1924), homme d'affaires et homme politique québécois. L'un des organisateurs du camp militaire de Valcartier (maintenant Base des Forces canadiennes Valcartier)] où les élèves du BCS commencent leur année avec le camp d'orientation des cadets. Il y a cinq générations de la famille Price qui ont étudié à BCS.
- Brigadier-général John Herbert Price  Il a servi comme officier d'artillerie avec la 15e Division écossaise pendant la Première Guerre mondiale et a reçu la Croix militaire après avoir été blessé à Paschendaele. Il a également servi dans le premier bataillon, The Royal Rifles of Canada, pendant la Seconde Guerre mondiale, a été nommé commandant lors de la bataille de Hong Kong et a été prisonnier de guerre de 1941 à 1945.

## Personnalités politiques

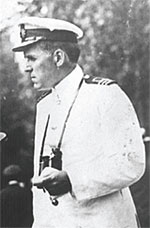
Commandant J.K.L. Ross de Montréal

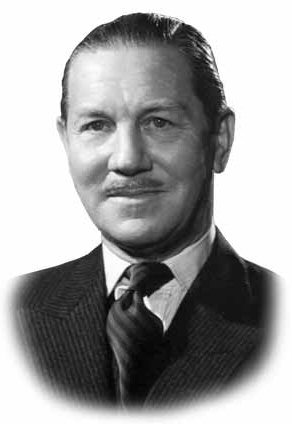
Hartland de Montarville Molson

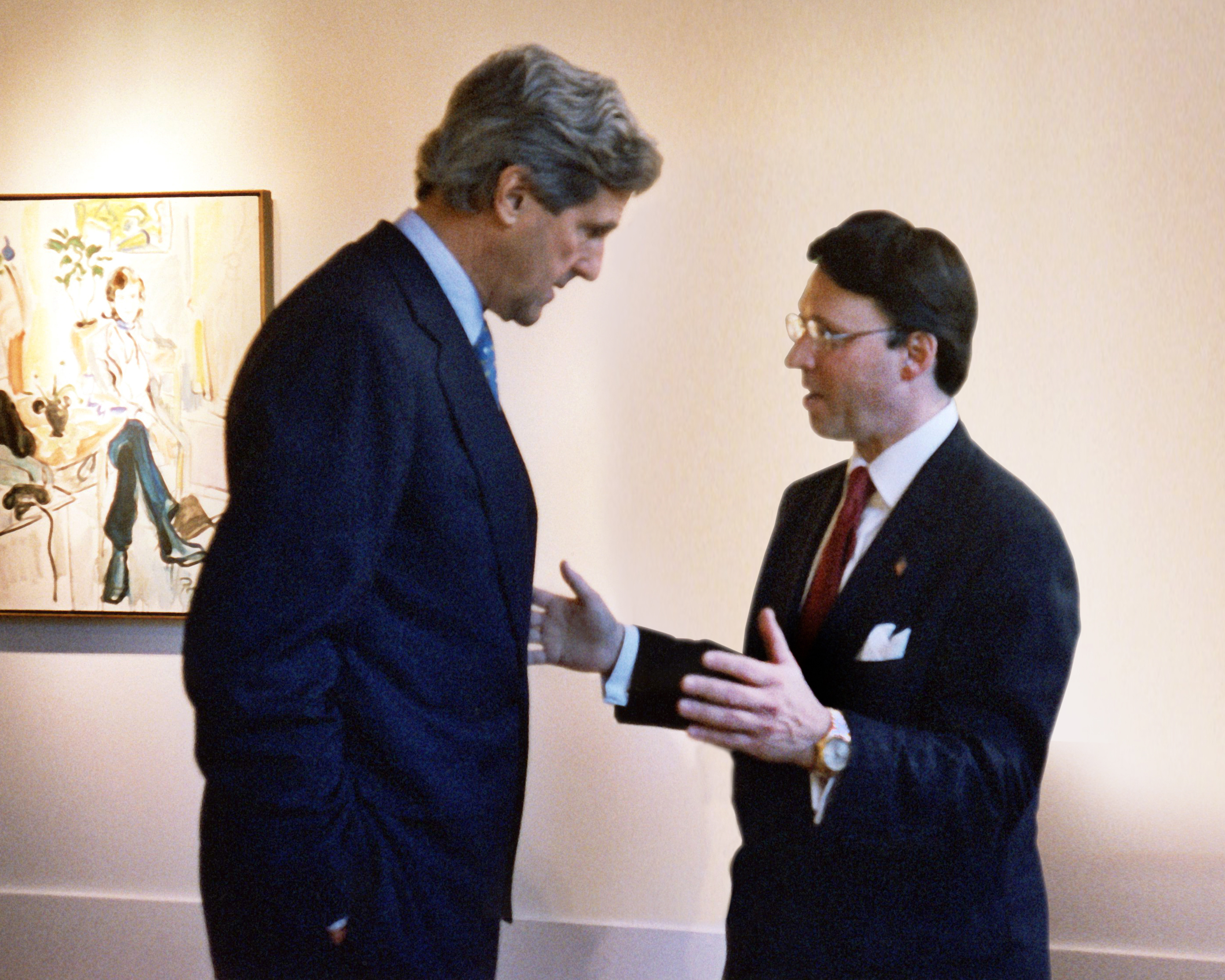
Secrétaire d'État américain, John Kerry et Derek Bryson Park; Beacon Hill, Boston, Massachusetts.

- John Smythe Hall (7 août 1853 - 8 janvier 1909) était un avocat canadien, homme politique et éditeur. Membre de Assemblée législative du Québec pour Montréal-Ouest
- Egan Chambers (1921 ~ 1944) Député canadien pour St. Lawrence — St. George.
- Joseph Bell Forsyth (1830-1913), le premier maire de Cap-Rouge.
- John Bassett OC (1915–1998) était un propriétaire de médias et homme politique canadien. Il est également récipiendaire de l'Ordre du Canada.
- Général Andrew McNaughton  (1887–1966), ministre canadien de la Défense nationale pendant la Seconde Guerre mondiale ; Ambassadeur auprès des Nations unies
- Le très hon. Greville Janner, Lord Baron Janner (1928-2015) Homme politique britannique, avocat
- Walter George Mitchell  (1877–1935), membre de la Chambre des communes du Canada; Trésorier de la Province de Québec
- Sénateur  Hartland de Montarville Molson  (1907-2002), de la Molson Brasserie et ancien propriétaire des Canadiens de Montréal
- Le député. Colin Kenny (1943–) Sénateur canadien. Un membre du Parti libéral.
- Lucien Turcotte Pacaud, (1879–1960) membre de la Chambre des communes du Canada & par intérim Haut-commissaire du Canada au Royaume-Uni
- Commandant J. K. L. Ross CBE (1876-1951), sportif, philanthrope et gouverneur adjoint de la Jamaïque; il aimait la construction du nouveau campus de BCS
- Francis Reginald Scott  (1899–1985), cofondateur du premier parti canadien social Democratic, le  Fédération coopérative du Commonwealth, et son successeur, le Nouveau Parti démocratique. Il a également remporté le Prix du Gouverneur général pour ses réalisations littéraires.
- Richard Smeaton White  (1865–1936) était un éditeur de journaux canadiens et une personnalité politique. Il a siégé pour la division Inkerman au Sénat du Canada en tant que Conservateur de 1917 à 1936.
- Elliott Torrance Galt (1850–1928) Seul enfant des Pères de la Confédération Sir Alexander Tilloch Galt (1817–1893) par son épouse Elliott. Une figure majeure du financement et de la création de Lethbridge, Alberta, construisant 571 kilomètres de canaux d'irrigation et établissant des mines de charbon d'une capacité journalière de plus de 2 000 tonnes
- Loran Ellis Baker Membre du Parti libéral dans la circonscription de Shelburne — Yarmouth — Clare (21 septembre 1905 - 9 mai 1991)
- John HC McGreevy  (1913-2004) était membre de l'Ordre du Canada[6] et récipiendaire de la Médaille du jubilé d'or d'Élisabeth II. Il était une figure éminente de la communauté anglophone de Québec, récompensé pour son service communautaire et reconnu pour son service militaire pendant la Seconde Guerre mondiale comme prisonnier de guerre pendant quatre ans alors qu'il était lieutenant[7] avec les The Royal Rifles of Canada à Hong Kong [8]
- Tim Jones (homme politique canadien) Ancien maire de Aurora (Ontario).
- 2e Lord Shaughnessy , William James Shaughnessy, (1883–1938), Il était directeur du chemin de fer Canadien Pacifique.
- Lady Margot Beaubien, épouse de Sir Gawaine Baillie.
- 3e Lord Shaughnessy, William Graham Shaughnessy, (1922-2003), membre de la Chambre des Lords; Major des Canadian Grenadier Guards.
- Sir William Price (1867–1924), homme d'affaires et homme politique québécois. L'un des organisateurs du camp militaire de Valcartier (maintenant Base des Forces canadiennes Valcartier)] où les élèves du BCS commencent leur année avec le camp d'orientation des cadets. Il y a cinq générations de la famille Price qui ont étudié à BCS.
- Le député. Matthew Henry Cochrane (11 novembre 1823 - 12 août 1903) était un industriel, éleveur et homme politique canadien. Cochrane (Alberta) est nommé en son honneur[9].
- Derek Bryson Park Directeur de la Federal Home Loan Bank de New York et a été directeur général de la division Fixed Income/Structured Finance de Lehman Brothers.
- Jefferson Davis Jr., fils de l'ancien président américain Jefferson Davis.
- Diana Fowler LeBlanc, CC (née en 1940 à Toronto) est la veuve de l'ancien gouverneur général du Canada, Roméo LeBlanc, pendant dont le terme elle était un consort du Viceregal. Elle a posté aux bureaux parisiens de Société Radio-Canada puis au bureau londonien de CBC. (King's Hall)
- Peter G. White, ancien secrétaire principal du premier ministre du Canada de 1989 à 1989 pour Brian Mulroney. Copropriétaire du The Record (Sherbrooke).

## Affaires

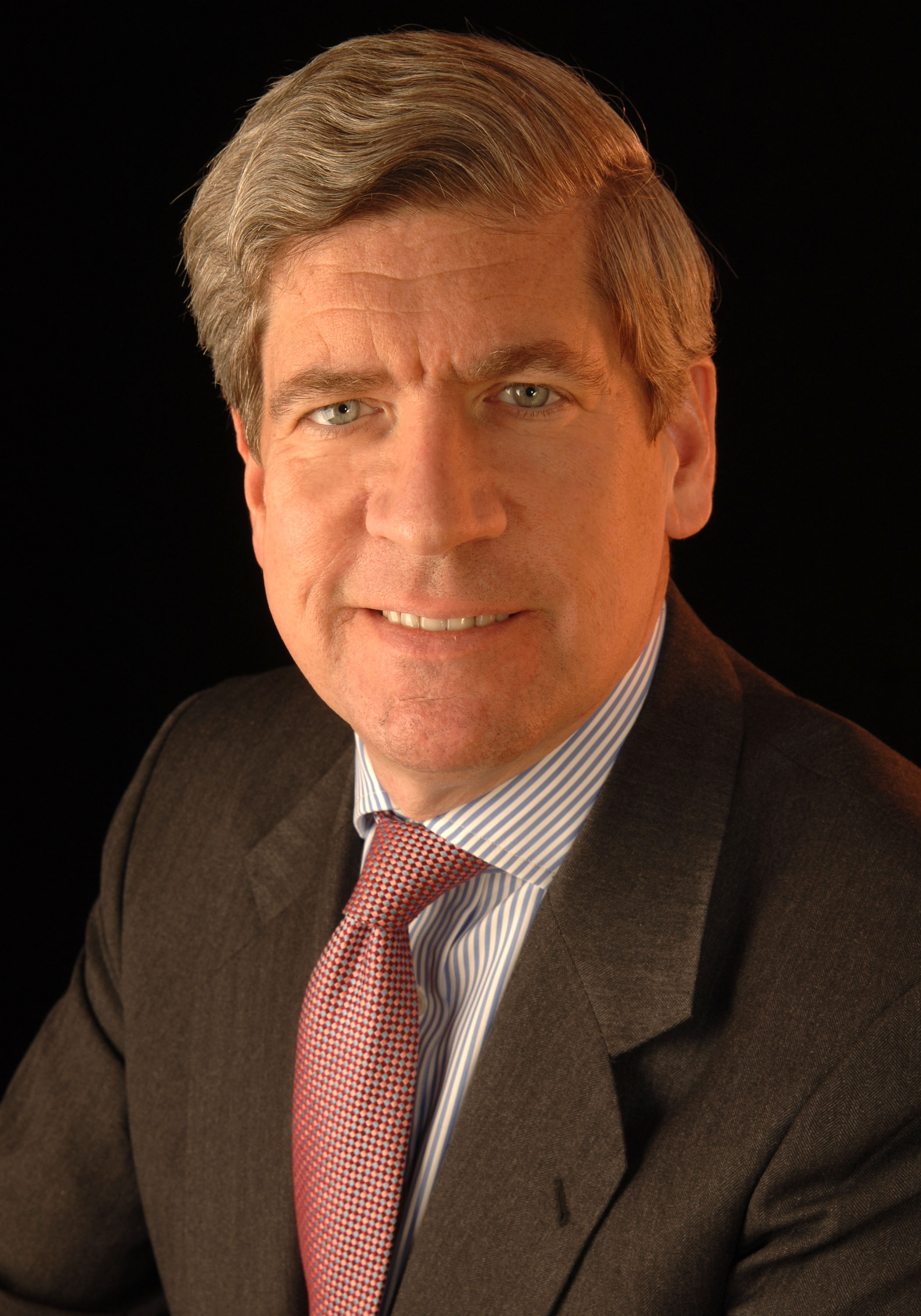
Anthony R. Graham

- Lieutenant-colonel Monsieur H. Montagu Allan  (1860–1951), des Allan Line Royal Mail Steamers; a fait don de la Coupe Allan à Hockey sur glace. Il a été président de plusieurs grandes institutions financières canadiennes et de l'Hôpital général de Montréal. Il a cofondé et a été président de Ritz-Carlton Hotel à Montréal.
- Sénateur Hartland de Montarville Molson  (1907-2002), de la Molson Brasserie et ancien propriétaire des Canadiens de Montréal
- Eric Herbert Molson OC (né en 1937) C.M., ancien président de Molson Coors et ancien chancelier de Université Concordia.
- Le député Matthew Henry Cochrane (11 novembre 1823 - 12 août 1903) était un industriel, éleveur et homme politique canadien. Cochrane (Alberta) est nommé en son honneur[9].
- Anthony Graham (1957–) Administrateur de George Weston Limited (1996–2016), Loblaw Companies (1998–2015), président de President's Choice Bank (2000– 2015), président de Selfridges Group (2003-2017) et président de Choice Properties REIT[10](2017 - présent).
- Hartland MacDougall (1875–1947), courtier en valeurs mobilières et membre du Panthéon des sports canadiens.
- Edward Bronfman, (1er novembre 1927 - 4 avril 2005) était un homme d'affaires canadien, philanthrope, et membre de la famille Bronfman. De 1971 à 1978, lui et son frère étaient propriétaires des Canadiens de Montréal. L'équipe a remporté quatre coupes Stanley en leur possession, en 1973, 1976, 1977 et 1978.
- Derek Bryson Park Directeur de la Federal Home Loan Bank de New York et a été directeur général de la division Fixed Income/Structured Finance de Lehman Brothers.
- Arthur Deane Nesbitt  OBE,  DFC, Croix de guerre 1939-1945 (16 novembre 1910 - 22 février 1978) était un homme d'affaires canadien et un pilote et commandant d'escadre décorés en Seconde Guerre mondiale. Sous sa direction, Nesbitt Thomson s'est étendu à travers le Canada et aux États-Unis et Europe. Ils ont été la première entreprise canadienne en trois décennies à obtenir un siège à la Bourse de New York.
- Jackson Dodds, CBE, (1881–1961) Dodds a eu une brillante carrière à la Banque de Montréal où il était directeur général avant sa retraite. L'image de Dodds est apparue sur le papier-monnaie de la Banque de Montréal en 1931, 1935 et 1938 (à l'époque où il était directeur général).

## Religion

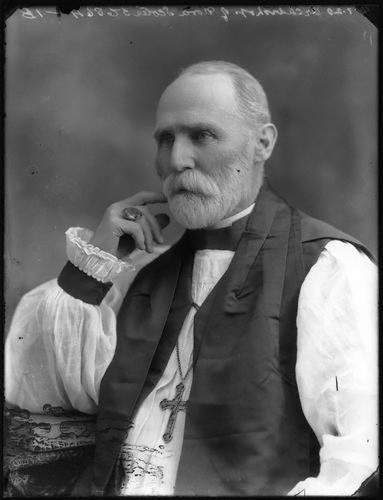
Clarendon Lamb Worrell

- Clarendon Worrell (20 juillet 1854 - 10 août 1934) était le 5 Primat de Église anglicane du Canada.
- Edward John Bidwell (26 novembre 1866 - 11 août 1941)[11] était un membre du clergé anglican anglais, qui a été évêque de l'Ontario de 1917 à 1926[12].
- James Williams (évêque) (1825–1892) est diplômé de Pembroke College, Oxford. Il participe activement au développement du système scolaire public protestant au Québec et collabore avec Sir Alexander Galt à l'élaboration de l'article 93 de l'Acte de l'Amérique du Nord britannique (Loi constitutionnelle de 1867) qui confère au Parlement la responsabilité de protéger les droits éducatifs des minorités[13].
- Le Rt Rev Lennox Waldron Williams, DD (12 novembre 1859 - 8 juillet 1958) formé à St John's College, Oxford, fut un éminent[14]Prêtre anglican, le sixième évêque anglican du Québec (anciens et anciens directeurs d'école).
- Tim Matthews (évêque) (1907–1991) était le neuvième évêque de Québec[15].

## Sports
- Ernest McLea (1876–1931) était un joueur canadien de hockey sur glace. McLea a joué dans les années 1890 pour les Victorias de Montréal et était membre de quatre équipes gagnantes de la Coupe Stanley. Il a marqué le premier tour du chapeau dans le jeu de la Coupe Stanley, et a marqué le but vainqueur de la Coupe Stanley dans un match de défi en 1896.
- Noah Dobson (2000–), un défenseur professionnel canadien de hockey sur glace pour les Islanders de New York de la LNH.
- Sénateur Hartland de Montarville Molson Modèle:Postnominals (1907-2002), de la Molson Brasserie et ancien propriétaire des Canadiens de Montréal Hartland MacDougall

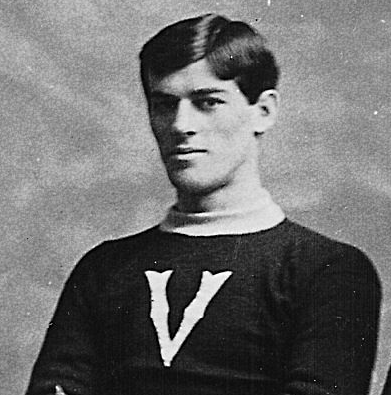
Hartland MacDougall

- Hartland MacDougall (1875–1947), courtier en valeurs mobilières et membre du Panthéon des sports canadiens.
- Christopher Temple Emmet (1868-1957) était un avocat et sportif américain.
- Edward Bronfman, (1er novembre 1927 - 4 avril 2005) était un Canadien homme d'affaires, philanthrope, et membre de la famille Bronfman. De 1971 à 1978, lui et son frère étaient propriétaires des Canadiens de Montréal. L'équipe a remporté quatre coupes Stanley en leur possession, en 1973, 1976, 1977 et 1978.
- Tom Nütten (prononcé : [ˈnʏtən]; 1971–) est un ancien garde du football américain qui a joué huit saisons dans la Ligue nationale de football (NFL) avec les Rams de Saint-Louis.

## Sciences et ingénierie

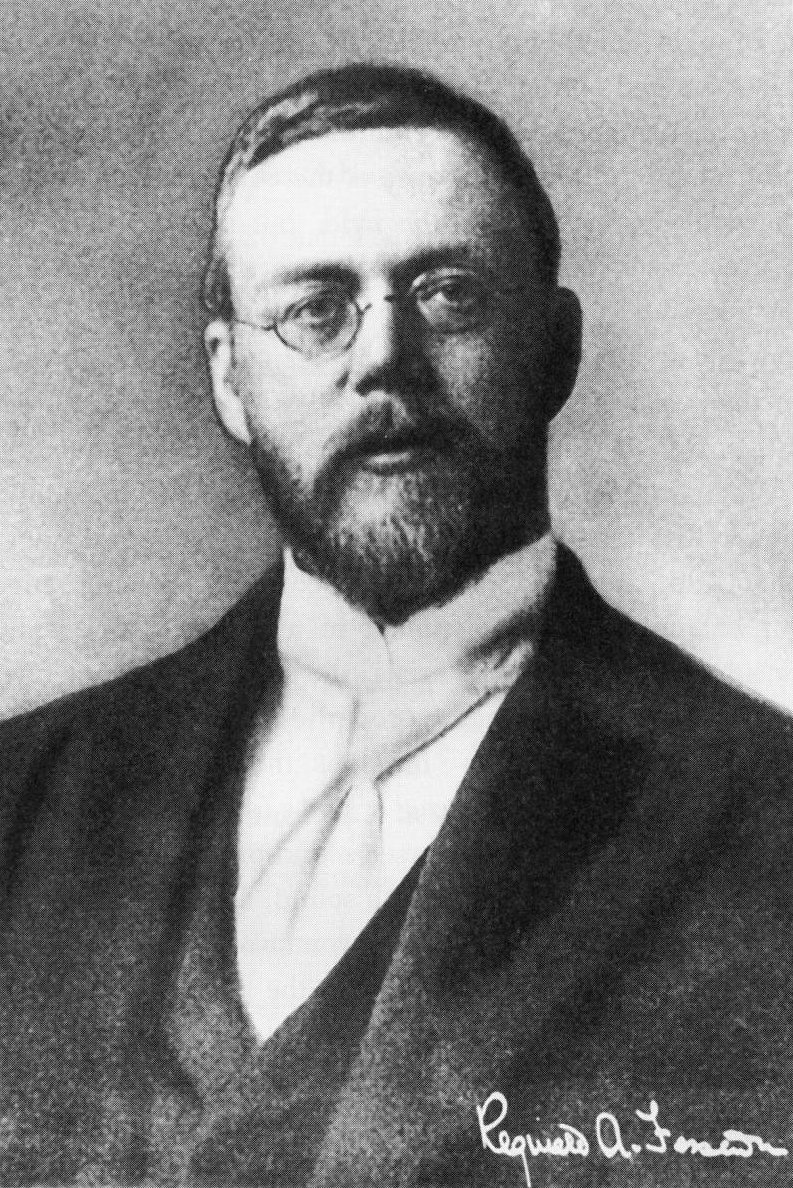
Reginald Fessenden, inventeur de la radio

- Reginald Fessenden (1866–1932) Inventeur de la (Radio AM) et du sonar "oscillateur Fessenden", professeur à Université Purdue et fondateur/président de le département de génie électrique de la Université de Pittsburgh.
- Général Andrew McNaughton  (1887–1966), en tant qu'ingénieur électricien qui a conçu la direction des rayons cathodiques Finder et le président du Conseil national de recherches.
- Richard H. Tomlinson OC, (v. 1924 - 2018) était un chimiste canadien et philanthrope diplômé de Université de Cambridge. Il est surtout connu en tant que directeur fondateur de Gennum Corp., un fabricant canadien de semi-conducteurs et de produits à base de semi-conducteurs, et pour avoir fait l'un des dons les plus importants à une université canadienne. Salut est également professeur émérite de chimie, Université McMaster.
- Frederick Edmund Meredith  (1862–1941), avocat, chancelier de Université Bishop's et président de Montreal Victorias,  Bâtonnier du Barreau de Montréal
- Selwyn G. Blaylock (1879–1945), président de Institut canadien des mines; a créé la Médaille Selwyn G. Blaylock.
- James Ross (1848–1913), de Montréal, était un ingénieur civil, homme d'affaires et philanthrope canadien d'origine écossaise. Il a établi sa fortune principalement grâce à la construction de chemins de fer, notamment pour le Canadien Pacifique, dont il était le principal actionnaire, et également gouverneur de l'Université McGill.

## Médecine et humanitaires
- Sir James Lauder Brunton 4th Bt., De Stratford Place, professeur de médecine à Université de Toronto.
- Harry Woodburn Blaylock CBE (1978-1928) Commissaire en chef de la société de la Société canadienne de la Croix-Rouge.
- Hazen Sise (1906–1974) était un architecte, éducateur et humanitaire canadien qui a travaillé aux côtés de Norman Bethune en tant que collecteur de fonds en chef du comité d'aide à la démocratie espagnole à Madrid, Espagne. Il est chargé de présenter les réalisations de Bethune en Chine au monde occidental pour la première fois et de nommer la maison de Bethune en tant que collecteur de fonds en chef du comité d'aide à la démocratie espagnole à Madrid, Espagne. Il est chargé de présenter les réalisations de Bethune en Chine au monde occidental pour la première fois et de nommer la Maison de Bethune comme Lieu historique national du Canada.

## Légal

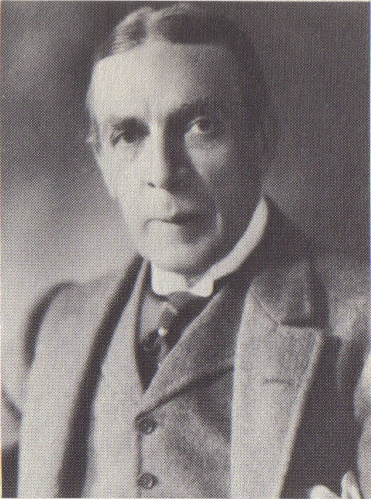
F.E. Meredith

- George Carlyle Marler, (14 septembre 1901 - 10 avril 1981) était un homme politique, notaire et philatéliste à Québec, Canada. Marler a été conseiller municipal de 1940 à 1947 et vice-président du comité exécutif de Montréal à Montréal. Chef de l'opposition officielle de Assemblée nationale (Québec) contre Union nationale.
- James Kirkpatrick Stewart[16] est un avocat canadien avec plus de trente ans d'expérience en tant que procureur de la Couronne dans le traitement des procès criminels et des appels pour les poursuites, y compris plus de huit ans de travail avec l'Organisation des Nations unies dans le droit pénal international les poursuites en tant que procès et appel conseil et responsable juridique. Dans le passé, il a occupé le poste de procureur principal au Bureau du Procureur (OTP) au Tribunal pénal international pour le Rwanda (TPIR); en tant que chef des poursuites au Bureau du Procureur au tribunal pénal international pour l'ex-Yougoslavie (TPIY); et en tant qu'avocat principal des appels, puis chef de la Division des appels et des avis juridiques au Bureau du Procureur au TPIR[17]
- Frederick Edmund Meredith  (1862–1941), avocat, chancelier de Université Bishop's et président de Montreal Victorias,  Bâtonnier du Barreau de Montréal
- Roy Heenan, (28 septembre 1935 - 3 février 2017) était un avocat canadien du travail et universitaire. Il était l'associé fondateur du cabinet d'avocats canadien Heenan Blaikie.